# Köniz
Köniz je obec v okrese Bern-Mittelland v kantonu Bern ve Švýcarsku. Je čtvrtou největší obcí v kantonu Bern a třináctou největší v celém Švýcarsku; žije zde přibližně 43 tisíc obyvatel. Obec je považována za největší aglomerační obec ve Švýcarsku. I přes velký počet obyvatel má obec stále do jisté míry vesnický charakter, neboť obyvatelé jsou rozptýleni v mnoha jednotlivých obcích.

## Geografie
Köniz leží v pahorkaté krajině v oblasti jižně až jihozápadně od Bernu, se kterým přímo sousedí a tvoří tak jedno z jeho předměstí. Rozkládá se od řeky Aary na severovýchodě po řeky Schwarzwasser a Sense na jihovýchodě. Skládá se z centrálních obcí Köniz a Wabern v centru, městeček Liebefeld am Könizberg a Spiegel am Gurten a řady dalších osad, mezi něž patří: Niederwangen, Oberwangen a Thörishaus v údolí Wangen a Schliern, Schwanden, Niederscherli a Oberscherli, Mittelhäusern und Gasel v horní části obce
Průmyslové budovy tvořily 1,2 % celkové zastavěné plochy, obytné budovy a budovy 10,7 % a dopravní infrastruktura 4,8 %, zatímco parky, zelené pásy a sportoviště 1,1 %. Z lesních pozemků je 29,5 % celkové plochy silně zalesněno a 1,4 % je pokryto sady nebo malými skupinami stromů. Ze zemědělské půdy je 31,2 % využíváno pro pěstování plodin a 18,0 % tvoří pastviny, zatímco 1,4 % je využíváno pro sady nebo vinnou révu. Veškerá voda v obci je tekoucí.

### Místní části

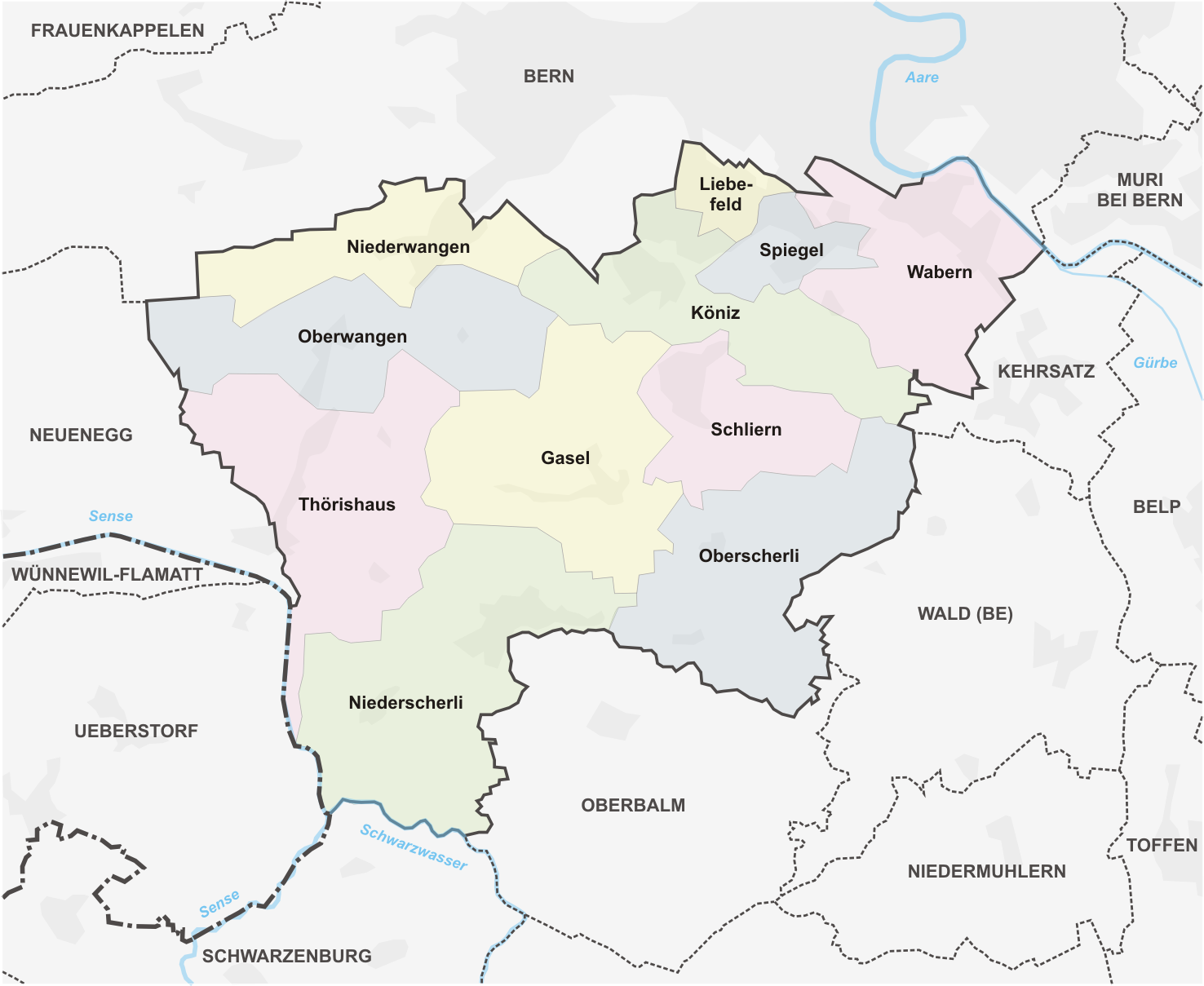
Mapa místních částí Könizu

Obec Köniz se skládá z celé řady místních částí, jejichž výčet přehledně shrnuje následující tabulka.
| Sídlo         | Počet obyvatel | BFS-ID |
| ------------- | -------------- | ------ |
| Wabern        | 8025           | 355001 |
| Köniz         | 7085           | 355004 |
| Liebefeld     | 6265           | 355003 |
| Spiegel       | 4516           | 355002 |
| Schliern      | 4524           | 355006 |
| Niederscherli | 2145           | 355011 |
| Niederwangen  | 1868           | 355005 |
| Oberwangen    | 1354           | 355008 |
| Ried          | 1722           | –      |
| Thörishaus    | 1133           | 355010 |
| Schwanden     | 1147           | –      |
| Mittelhäusern | 956            | –      |
| Gasel         | 762            | 355007 |
| Oberscherli   | 461            | 355009 |
| Hahlen        | 314            | –      |
| Liebewil      | 122            | –      |
| Mengestorf    | 107            | –      |
| Ulmiz         | 109            | –      |
| Schlatt       | 107            | –      |
| Moos          | 85             | –      |
| Oberried      | 79             | –      |
| Herzwil       | 59             | –      |
| Celkem        | 42 816         |        |

## Historie

Vyobrazení centra Könizu (1825)

Oblast současného obec je starobylým sídlištěm; nacházejí se zde různá naleziště z doby bronzové a železné, římské usedlosti (villae rusticae) a raně středověká pohřebiště.
Köniz je poprvé zmiňován v roce 1011 jako In villa Chunicis (dvůr Cuno nebo Cunizo). Nejstarší vztyčené části současného reformovaného farního kostela (dříve sv. Petra a Pavla) pocházejí z doby kolem roku 1100. Předchozí stavby lze předpokládat, ale archeologické vykopávky zatím nebyly provedeny.
Podle legendy kostel založil burgundský král Rudolf II. a jeho manželka Berta v 10. století. Farnost zahrnovala nejen dnešní území obce, ale také území pozdějšího města Bernu, vzdáleného asi 5 km. V roce 1191 se tak stal farním kostelem nově založeného města, dokud nebyl v roce 1276 povýšen na samostatnou farnost.

Letecký pohled (1922)

Od prameny nedoložené doby, pravděpodobně kolem poloviny 12. století, existoval u kostela klášter augustiniánů kanovníků, který král Jindřich VII. Štaufský, syn a zástupce římskoněmeckého císaře Fridricha II., předal v roce 1226 řádu německých kanovníků. Řád při farním kostele zřídil komendu, která patřila švábsko-alsasko-burgundské provincii (Ballei), stejně jako její pobočka v Bernu. Jeden z řeholníků působil jako farář. Se zřízením bernské farnosti byla tamní pobočka povýšena na samostatnou komendu, v jejímž čele stál příslušný bernský městský kněz.
Komenda Köniz byl v roce 1528 u příležitosti bernské reformace sekularizována, ale v roce 1552 byla na nátlak katolických kantonů vrácena řádu. V roce 1729 řád prodal komendu Bernu. Bylo zřízeno hejtmanství, které existovalo až do zániku původního bernského městského státu v roce 1798. Politická obec Köniz v moderní podobě vznikla v roce 1846 a odpovídá území bývalé farnosti.
V roce 1920 bylo obecní shromáždění obyvatel nahrazeno obecním parlamentem, Velkou obecní radou. Ten se zpočátku skládal z 30 křesel, od roku 1934 jich bylo 40. Také v roce 1934 bylo zavedeno prezidium obce na plný úvazek a počet křesel v obecní radě (vládě) byl snížen z 13 na 11. Již dříve zredukovaná obecní rada na 7 křesel byla v roce 2010 zredukována na současných 5 členů na plný úvazek.
V roce 2012 byla Könizu udělena Wakkerova cena Švýcarské společnosti pro kulturní dědictví (SHS).

## Obyvatelstvo

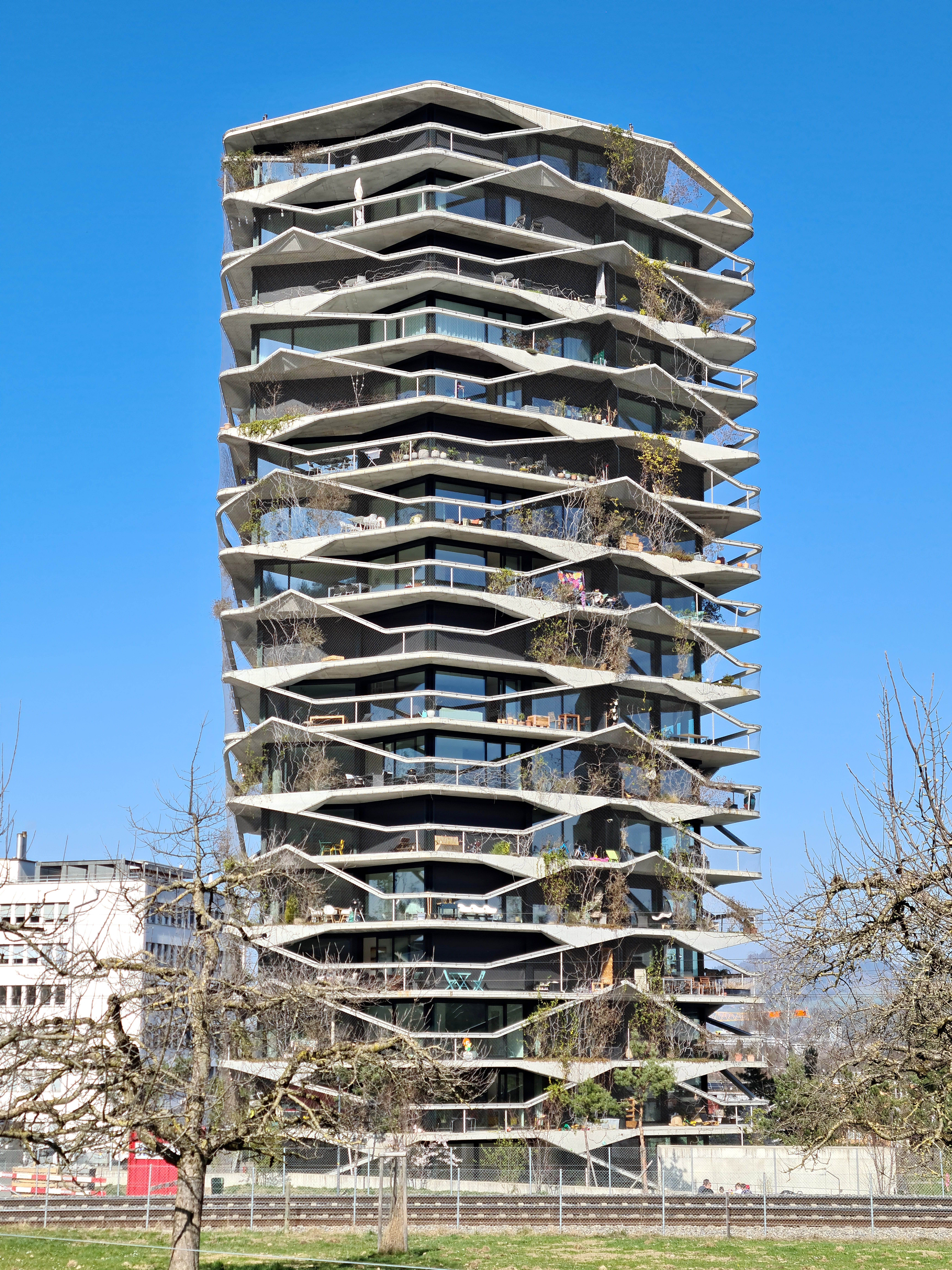
Věž Garden Tower v Könizu

| Vývoj počtu obyvatel | Vývoj počtu obyvatel | Vývoj počtu obyvatel | Vývoj počtu obyvatel | Vývoj počtu obyvatel | Vývoj počtu obyvatel | Vývoj počtu obyvatel | Vývoj počtu obyvatel | Vývoj počtu obyvatel |
| -------------------- | -------------------- | -------------------- | -------------------- | -------------------- | -------------------- | -------------------- | -------------------- | -------------------- |
| Rok                  | 1764                 | 1850                 | 1900                 | 1930                 | 1950                 | 1960                 | 2000                 |                      |
| Počet obyvatel       | 2115                 | 5984                 | 6886                 | 10 987               | 20 742               | 27 243               | 37 782               |                      |

## Hospodářství
V obci Köniz sídlí více než 1 400 podniků, včetně korporací jako Adval Tech Holding nebo Haag-Streit Holding a mnoha malých a středních podniků (KMU), a také různé spolkové podniky: Spolkový úřad pro veřejné zdraví, Spolkový úřad pro topografii, Spolkový metrologický institut, Státní sekretariát pro migraci, Spolkový úřad pro bezpečnost potravin a veterinární úřad, Zemědělská výzkumná stanice (Agroscope) a Institut virologie a imunologie.

## Doprava

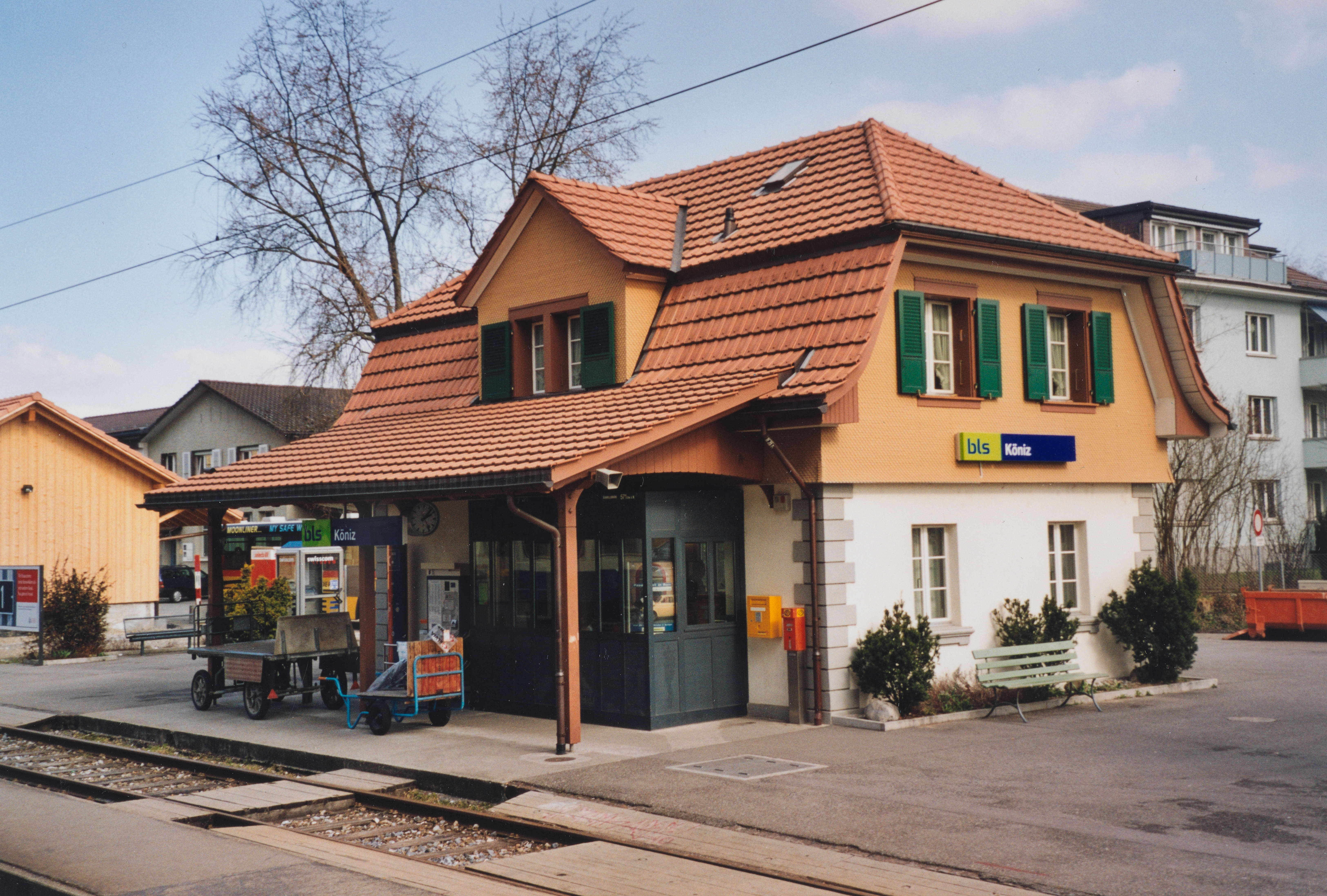
Železniční stanice Köniz

Köniz leží na železniční trati z Bernu do Schwarzenburgu. Tu provozuje společnost BLS AG jako linku S6 S-Bahn Bern. Köniz spojují s městem Bern dvě autobusové linky Bernmobil. Kromě toho zde funguje veřejná půjčovna jízdních kol Publibike.

## Osobnosti
- Marco Wölfli (* 1982), fotbalový brankář, žije v Könizu